# 李傳業
李傳業（1867年—1928年），字培基。安徽潁州府亳州人，光緒十九年（1893年）癸巳恩科武舉人，光緒二十四年（1898年）中武進士，授三等侍衛。

## 簡歷
- 辛亥革命後，任倪嗣沖武衛右官哨官、二營管帶[2]。
- 民國六年（1917年）11月，任攻湘皖军司令。次年任安武军第二混成旅旅长。
- 民國七年（1918年）3月28日，授陸軍少將
- 民國九年（1920年）改安徽陸軍第二混成旅旅長
- 民國十年（1921年）2月15日，授陸軍少將加中將銜
- 民國十二年（1923年）皖南鎮守使，改皖北镇守使，3月6日，授陸軍中將、安徽國民軍第四軍軍長。
- 民國十三年（1924年）1月11日，將軍府將軍[3]
- 民國十四年（1925年）任安徽陸軍第二混成旅旅長兼蘇皖豫魯四省剿匪副司令[4]，因牽連倪道烺槍殺學生薑高琦案被免職，調京候任[5]。
- 後去天津租界閒居。歸里病故。